# Мёнье, Клод Мари
Клод Мари Мёнье (фр. Claude Marie Meunier; 1770—1846) — французский военный деятель, дивизионный генерал (1813 год), барон Империи (1808 год), участник революционных и наполеоновских войн. Имя генерала выбито на Триумфальной арке в Париже.

## Биография
Родился в семье военного офицера Клода Франсуа Мёнье (фр. Claude François Meunier; 1738—) и его супруги Мари Руссель (фр. Marie Jeanne Catherine Roussel; 1741—). 5 августа 1792 года поступил на военную службу волонтёром, и через семь дней был избран капитаном гренадерской роты 10-го батальона волонтёров департамента Юра. Воевал в составе Рейнской армии, ранен в сражении при Ваттиньи. В 1795 году переведён в Итальянскую армию, с 14 мая 1797 года командир роты в 69-й линейной полубригаде. В 1798 отплыл с Восточной армией в Египет, и 20 января 1799 года был зачислен в состав пеших гидов главнокомандующего, 18 февраля 1800 года — командир батальона.
Вернувшись во Францию, 20 февраля 1802 года был назначен командиром 2-го батальона пеших егерей Консульской гвардии. С 23 декабря 1803 года — командир 9-го полка лёгкой пехоты, с которым принимал участие в кампаниях 1805, 1806 и 1807 годов, сражался при Хаслахе, Ульме и Дюренштейне. В сражении при Галле был ранен, также отличился в Польской кампании 1807 года. С 1808 года сражался в рядах Армии Испании, участвовал в захвате Мадрида, 27 июля 1809 года ранен в сражении при Талавере, и 8 января 1810 года повышен в звании до бригадного генерала.
С 1 сентября 1811 года командовал 1-й бригадой 1-й пехотной дивизии 1-го корпуса Южной армии. В сентябре 1812 года переведён в состав резервной дивизии генерала Гренье, переименованной позднее в 35-ю пехотную дивизию Великой Армии, 15 августа 1813 года — командир 2-й бригады 36-й пехотной дивизии 11-го корпуса, ранен в сражении при Лейпциге и 5 ноября 1813 года произведён в дивизионные генералы. С 21 декабря 1813 года по 12 марта 1814 года командовал 1-й дивизией Молодой гвардии, участвовал во Французской кампании под командованием маршала Нея и был вновь ранен при Краоне.
После первой реставрации назначен военным комендантом Пуатье, в период «Ста дней» присоединился к Императору и 2 апреля 1815 года возглавил 2-ю пехотную дивизию Молодой гвардии. После повторного отречения Наполеона направлен в Бретань в качестве генерального инспектора пехоты. 1 августа 1815 года вышел в отставку.
Умер 14 апреля 1846 года в Париже в возрасте 75 лет, и был похоронен на кладбище Пер-Лашез.
Генерал с 25 марта 1805 года был женат на Лоре Давид (фр. Laure Émilie Félicité David; 1786—1863), дочери известного художника Жака-Луи Давида. У пары был единственный выживший сын, Жюль, 2-й барон Мёнье (фр. Jean Albert Claude Jules Meunier; 1813—1867), нотариус по профессии, затем мэр Лилля.

## Воинские звания
- Рядовой (5 августа 1792 года);
- Капитан (12 августа 1792 года);
- Командир батальона (18 февраля 1800 года);
- Командир батальона гвардии (20 февраля 1802 года);
- Полковник (23 декабря 1803 года);
- Бригадный генерал (11 ноября 1809 года, утверждён в чине 8 января 1810 года);
- Дивизионный генерал (5 ноября 1813 года).

## Титулы
- Барон Мёнье и Империи (фр. baron Meunier et de l'Empire; декрет от 19 марта 1808 года, патент подтверждён 26 октября 1808 года)[2].

## Награды
Легионер ордена Почётного легиона (11 декабря 1803 года)
 Офицер ордена Почётного легиона (14 июня 1804 года)
 Коммандан ордена Почётного легиона (25 декабря 1805 года)
 Кавалер ордена Железной короны (23 декабря 1807 года, королевство Италия)
 Великий офицер ордена Почётного легиона (30 апреля 1835 года)